# Hipoteza pozycji społecznej
Hipoteza pozycji społecznej – jedna z ewolucyjnych hipotez społecznych zaburzeń depresyjnych. W myśl hipotezy stan depresyjny powstał w wyniku ewolucji jako mimowolna, nieświadoma strategia, której zastosowanie zapewnia jednostce akceptację i dostosowanie się do porażki w rytualnych zachowaniach agonistycznych.

## Historia
Hipoteza pozycji społecznej została sformułowana w wyniku analizy zachowań zwierząt przez Price'a (1972). Stwierdził on, że u osób bądź osobników, którzy doznali porażki, a ich pozycja społeczna obniżyła się, rozwija się stan przypominający epizod depresyjny. Jego rozwojowi sprzyjały szykany ze strony innych osobników i brak możliwości ucieczki. Badacze potwierdzili ten wpływ pozycji społecznej na fizjologię u zwierząt z różnych grup systematycznych, np. u langusty, małp wąskonosych.

## Hipotezy ewolucyjne

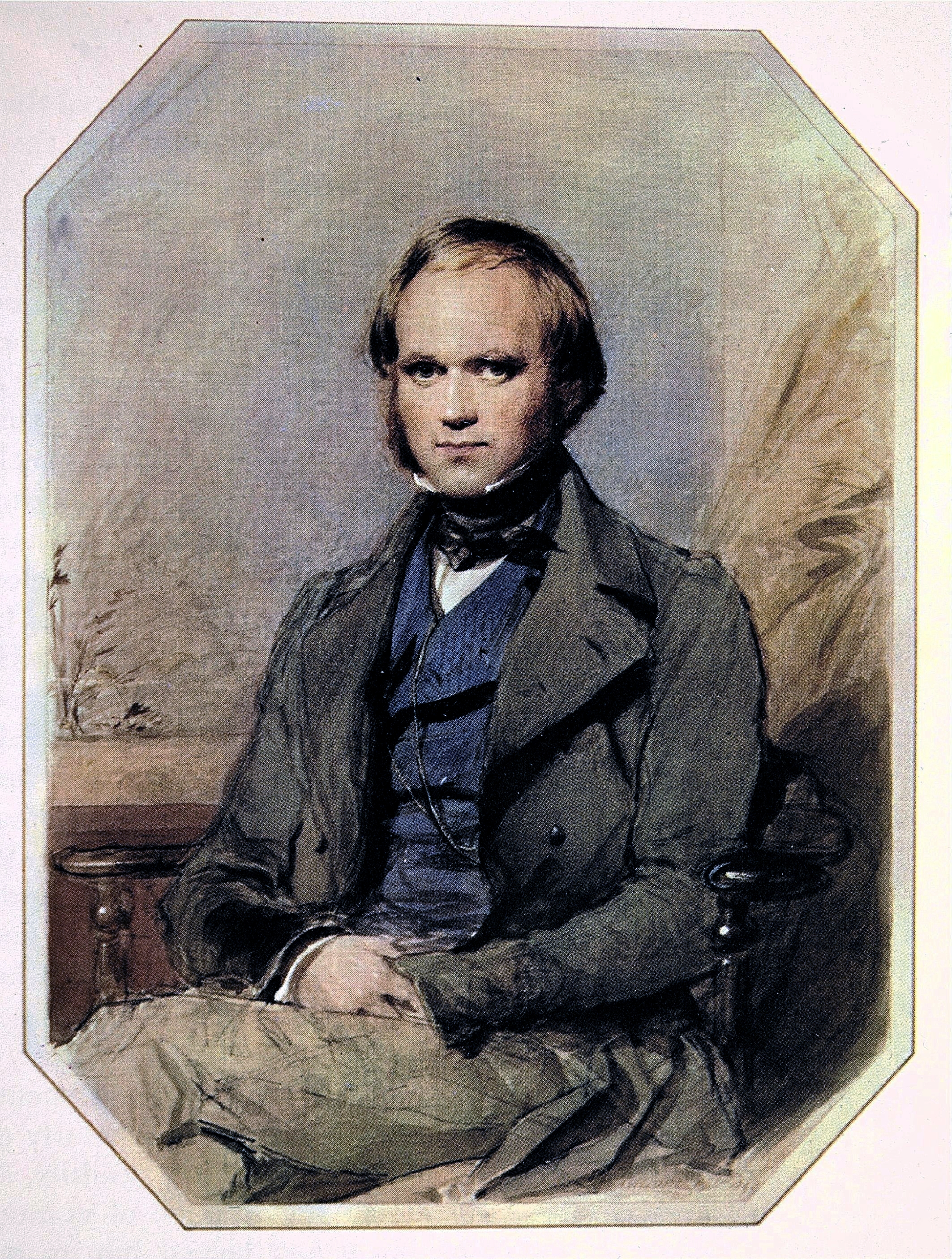
Hipotezy ewolucyjne starają się wyjaśnić częste występowanie zaburzeń depresyjnych przez odwołanie się do teorii ewolucji, zwłaszcza do wprowadzonego przez Karola Darwina pojęcia doboru naturalnego.

Hipotezy ewolucyjne pojawiły się w celu rozwiązania paradoksu wiążącego się z zaburzeniami depresyjnymi. Zaburzenia te zaliczają się do najczęstszych zaburzeń psychicznych; podręcznik Rybakowskiego, Pużyńskiego i Wciórki szacuje częstość ich występowania w populacji ogólnej na 10%. W literaturze można znaleźć zarówno mniejsze, jak i większe wyniki: badanie Weissman et al. z 1996 dla populacji w Wietnamie podaje tylko 1,5%, ale już dla populacji w Bejrucie 19%. Co więcej, WHO prognozuje wzrastające negatywne skutki tych zaburzeń. Informacje te kontrastują z udowodnioną rolą czynników genetycznych w etiologii zaburzeń depresyjnych nawracających. Chociaż zaburzenia depresyjne pojawiają się w obrębie rodziny, co wskazuje na wpływy genetyczne w ich etiologii, konkluzją z badań jest stwierdzenie, że zarówno czynniki genetyczne jak i czynniki środowiskowe, razem decydują o wykształceniu się złożonego zaburzenia. Dziedziczone cechy wpływające na dostosowanie podlegają doborowi naturalnemu. Jeśli dana cecha jest niekorzystna (zmniejsza dostosowanie), dobór naturalny redukuje jej częstość w populacji. Jest to jeden z podstawowych mechanizmów ewolucji, opisany jeszcze przez Darwina. Biorąc pod uwagę rzucające się w oczy cechy epizodu depresyjnego, trudno uznać jego występowanie za cechę korzystną. Upośledza on funkcjonowanie, utrudnia wykonywanie pracy. Powinien więc zmniejszać dostosowanie. Jednakże gdyby zmniejszał dostosowanie, dobór naturalny zmniejszałby jego częstość, czego nie widać w danych epidemiologicznych. W efekcie postuluje się, że epizody bądź objawy depresyjne mają jakieś nieznane jeszcze funkcje, dzięki którym w pewien sposób kompensują niekorzystny wpływ na dostosowanie. Hipotezy ewolucyjne mają za zadanie wytłumaczyć to zjawisko, odnajdując nieoczywiste funkcje epizodów depresyjnych bądź występujących w nich objawów.
Gilbert dzieli ewolucyjne hipotezy tłumaczące etiologię zaburzeń depresyjnych (określane przezeń mianem teorii) na niespołeczne (non-social theories) i społeczne (social theories). Wśród tych ostatnich wyróżnia on model przywiązania i afiliacji społecznej (attachment and social affiliation model) oraz hipotezę pozycji społecznej, wymieniając mechanizm mimowolnego podporządkowania (involuntary subordination), jak również model porażek społecznych (social defeats model). Nowak w podobny sposób dzieli ewolucyjne hipotezy tłumaczące powyższy paradoks na hipotezę immunologiczną, hipotezy społeczne oraz hipotezę motywacyjną. Wśród hipotez społecznych wyróżnia on hipotezę przywiązania, hipotezę nawigacji społecznej i hipotezę pozycji społecznej właśnie.

## Wyniki badań
Wyjaśniając hipotezę pozycji społecznej, Nowak wychodzi od faktu, że badania dowodzą częstszego występowania zaburzeń depresyjnych wśród ludzi o niższej pozycji społeczno-ekonomicznej, wśród ludzi o niższych dochodach, a więc dostających mniej pieniędzy niż otaczający ich członkowie ich grupy. Podobne wyniki mutatis mutandis obserwuje się również u zwierząt innych niż człowiek rozumny. Chodzi tu o takie naczelne jak pawiany czy makaki. Skupienie się na naczelnych innych niż człowiek pozwoliło na przeprowadzenie pewnych badań niewykonalnych u człowieka. Odkryto na przykład, że mózgowia osobników stojących wysoko i nisko na drabinie hierarchii społecznej różnią się od siebie. Różnice dotyczyły głównie osi podzwgórze-przysadka-nadnercza oraz przekaźnictwa serotoniny. Różnice te odgrywają pewną funkcję: mają mianowicie związek z funkcjonowaniem danej małpy zwierzokształtnej w grupie. Osobniki o wyższej pozycji dominują, osobniki o niższej pozycji podporządkowują się. Dzięki temu może istnieć stado. Jednak wpływ pozycji społecznej na neurofizjologię obserwowano u zwierząt z zupełnie innych grup systematycznych, jak np. langusta. Przykład stanowią tutaj badania zespołu Yeha na langustach. Otóż u osobników dominujących serotonina zwiększa reakcję na bodźce w postaci ucieczki, u osobników podporządkowanych zaś mechanizm ten jest hamowany.
Podobne odmienności na poziomie neuronów obserwowano również u człowieka i podobnie przenosi się nań powyższe wnioski dotyczące małp wąskonosych.

## Postulowane mechanizmy
Nowak analizuje 2 mechanizmy wyjaśniające zwiększanie dostosowania człowieka w związku z miejscem w hierarchii społecznej.
Pierwszy mechanizm koncentruje się na konkurencji międzyosobniczej. Otóż osobniki tego samego gatunku konkurują ze sobą o zasoby środowiska. Jeśli 2 osobniki bezpośrednio ścierają się ze sobą, efekt konfliktu może być różnoraki. Osobnik, który wygrał, otrzymuje nagrodę, czyli zysk – wedle nazewnictwa zwykle stosowanego do opisu konfliktu między osobnikami zgodnie z teorią Maynarda Smitha. Może chodzić o partnera rozrodczego, o lepsze miejsca do życia, o dostęp do dóbr materialnych. Zwykle zysk przewyższa poniesiony koszt. W takim wypadku wypłata (zysk − koszt) jest dodatnia. Osobnik przegrywający takiej nagrody nie otrzymuje. Ponosi on koszt. Jego wypłata jest ujemna. Oprócz kosztu zmarnowanej energii przegrana może oznaczać doznany uraz, ośmieszenie.
Wynika stąd, że nie zawsze stawanie do zawodów się opłaca. Sformułować można warunek określający opłacalność podejmowania wyzwania. Mianowicie wyraża się on wzorem:
(W−K)P > (S+K)(1−P)
gdzie W oznacza zysk z wygranej, K – koszt, S – strata przy przegranej, P – prawdopodobieństwo wygranej.
Jeśli więc dany osobnik czy też dana osoba podejmować będzie ryzyko wtedy, kiedy powyższe kryterium nie jest spełnione, będzie odnosić straty. W przypadku osób czy osobników z dołów hierarchii społecznej zazwyczaj prawdopodobieństwo wygranej z osobnikiem wyżej postawionym nie jest duże. Nie opłaca się iść z nim na wojnę. Większe dostosowanie cechować więc będzie osobnika pokornego, nieskorego do wyzwań. Obniżony napęd miałby uniemożliwiać mu podejmowanie niebezpiecznych wyzwań, a anhedonia pozbawiałaby go przyjemności z nich płynących. Niskie poczucie własnej wartości również odgrywałoby tu pewną rolę. Niepokój z kolei miałby zapewniać ciągłą czujność, konieczną u osobników o niskiej pozycji.
Drugi mechanizm odwołuje się do mowy ciała. Otóż w grupie zwierząt osobnik podporządkowany często okazuje dominantowi swoje podporządkowanie, informując go w ten sposób, że nie będzie z nim konkurował, podważał jego pozycji, a przez to, że nie stanowi dlań zagrożenia. Dzięki temu pomiędzy nimi dwoma nie dochodzi do konfliktu.
Ponieważ osobnik podporządkowany nie traci energii na niepotrzebne konflikty, zwiększa się jego dostosowanie na poziomie osobniczym. Jednak osobnik dominujący również traci przez to mniej energii, gdyż nie musi konkurować, wygrywa bez straty energii. W rezultacie w społeczności jest mniej konfliktów, traci ona na nie mniej energii i rzeczona hipoteza działa również na poziomie doboru grupowego, choć nie jest on konieczny dla jej przyjęcia.

## Trudności
Twórcy hipotezy zwracają uwagę na sprzeczne wyniki obserwacji w zakresie wrogości osób z depresją wobec otoczenia. Część badaczy opisuje zwiększoną złość u pacjentów z depresją, co może wydawać się sprzeczne z ideą hamowania agresji jako funkcji depresji. Hipoteza pozycji społecznej przywiduje jednak zahamowanie agresji jedynie wobec osób  o takiej samej lub wyższej randze społecznej. Agresja wobec osób o niższej pozycji w depresji jest często podwyższona, a obserwacje kliniczne wskazują na niewyrażanie agresji "na zewnątrz" lub wyrażanie agresji w rodzinie wobec dzieci lub współmałżonka.
Hipoteza pozycji społecznej zakłada, że objawy depresyjne u osób o niskiej pozycji społecznej chronić mają te osoby przed konkurencją z osobami wyżej postawionymi. Jednakowoż biologia ewolucyjna dowodzi, że w modelach teoretycznych często najlepiej sprawdza się strategia oceniacza, tzn. konkurowanie z osobnikami, z którymi łatwo wygrać, unikanie zaś konfrontacji z tymi, z którymi wygrać trudno, może tak być również w rzeczywistości. Osoby depresyjne powinny unikać konkurencji tylko z osobami postawionymi wyżej od siebie, jeśli miałoby to zwiększać ich dostosowanie. W opinii Nowaka, który nie powołuje się na żadne badania, osoby w epizodzie depresyjnym unikają natomiast wszelkiej konkurencji, także z osobami o podobnej pozycji w społeczeństwie, a nawet z niżej postawionymi.
Obserwowane wyniki można wytłumaczyć również trochę inaczej, np. za pomocą arresed defences model opisanego przed Gilberta. Zauważa on, że mechanizm walki bądź ucieczki sprawdza się dobrze w sytuacji nagłego stresu. W sytuacji przewlekłego stresu ulega on wyhamowaniu. Na poparcie tej tezy przytacza on badania o uczuciu usidlenia oraz niemożności u osób depresyjnych, odczuwających silny gniew i zarazem bojących się go. Autor wiąże zmiany w ich zachowaniu z odmiennie funkcjonującym u osób depresyjnych jądrem migdałowatym.

## Symulacja komputerowa Trimmera
Nowak zestawia hipotezę pozycji społecznej z badaniem Trimmera et al.. Trimmer i współpracownicy przeprowadzili symulację komputerową, która dostarczyła ciekawych wyników. Stworzyli oni komputerowy model populacji osobników wyposażonych w zdolność do adaptacyjnego uczenia się żyjących w dwóch rodzajach środowiska – w dobrych albo w złych warunkach – które to przechodziły w siebie z dużą bądź z małą częstością. Każdy osobnik mógł podejmować ryzyko bądź nie i na podstawie wygranej lub przegranej nabywał wiedzy na temat aktualnych warunków środowiskowych oraz tempa zmian, wiedzy subiektywnej, bo zależnej tylko od doświadczenia tego osobnika. Okazało się, że wyodrębniła się pewna grupa osobników, które nie podejmowały ryzyka w środowisku o sprzyjających warunkach, interpretowanych jako osobniki depresyjne. Ich subiektywna ocena okazała się zupełnie inna niż obiektywna ocena osoby przyglądającej się doświadczeniu z boku. Dowodzi to możliwości istnienia w populacji osobników o zachowaniu depresyjnym, niepodejmujących wyzwań nawet w sprzyjających warunkach, nauczonych doświadczeniem ustępować pola nawet osobom, które obiektywnie mogłyby przegrać z nimi rywalizację.